# Браћа Олсен
Браћа Олсен (дан. Brødrene Olsen) су дански рок-поп музички двојац, који чине браћа Јерген (Jørgen, рођен 15. марта 1950) и „Нолер“ ("Noller", у ствари Нилс, Niels, рођен 13. априла 1954) Олсен.
Јерген и Нолер Олсен су свој први састав, The Kids, основали 1965. Наступали су као предгрупа за састав Кинкс у К. Б. Халену 1965. и издали свој први сингл 1967. Обојица су наступала у мјузиклу Коса у Циркусбигнингену у Копенхагену марта 1971, са којим су затим били на турнеји по Данској, Норвешкој и Шведској.
Први албум браће Олсен изашао је 1972. До данас (2009) су издали 12 албума. Међу њиховим великим хитовима су и Angelina (1972), Julie (1977), San Francisco (1978), Dans Dans Dans (1979), Marie, Marie (1982) и Neon Madonna (1985).
Браћа Олсен су победили на годишњем националном избору за представника на Песми Евровизије, Данском мелоди гран прију 2000. у Копенхагену са песмом Smuk som et Stjerneskud („Дивна као звезда падалица“). Песма,  је за евровизијски наступ препевана на енглески језик као Fly on the Wings of Love („Лети на крилима љубави“). Браћа Олсен су представљали Данску на Песми Евровизије 2000. у Стокхолму, где су однели убедљиву победу, водећи у сваком тренутку током процедуре саопштавања гласова. Победа најстаријих учесника са једноставном кантри/поп песмом била је велико изненађење за јавност која ја пратила припреме за такмичење. У једном тренутку, Браћа Олсен су продали 100.000 примерака само у једном дану у Данској.
Браћа Олсен су отворили и програм Песме Евровизије 2001. у Копенхагену кратком репризом своје победничке песме из претходне године и пуним извођењем свог новог издања Walk Right Back.
Учествовали су поново на Данском мелоди гран прију 2005. године са песмом Little Yellow Radio, са којом су заузели друго место иза Јакоба Свејструпа.
Песма Fly on the Wings of Love била је једна од 14 песама које су у посебном програму Честитамо!, који су поводом 50 година Песме Евровизије организовали 2005. у Копенхагену Дански радио и Европска унија за радиодифузију, учествовале у избору за до тада најбољу евровизијску песму свих времена, и освојила шесто место.

## Дискографија
- (1972)
- (1973)
- (1973)
- (1976)
- (1977)
- (1978)
- (1979)
- (1987)
- (1990)
- (1994)
- (1999)
- (2000)
- (2001)
- (2001)
- (2002)
- (2003)
- (2003)
- (2005)